# 卡林·哈里奧特
卡林·哈里奧特（Callum Harriott，1994年3月4日—）是英格蘭的職業足球運動員，司職翼鋒，現效力英冠球會雷丁。

## 外部連結
- 足球数据库：Callum Harriott的球员统计数据
- Callum Harriott profile at cafc.co.uk